# Zelma Lindqvist
Selma ”Zelma” Axelina Lindqvist, 27 januari 1851 i Stockholm, död 6 december 1895, var en svensk skådespelare. Hon kallas ofta Selma Wennerström eftersom detta var hennes namn som gift, men eftersom hon avslutade sin karriär vid sitt giftermål, var hon inte känd under det namnet som aktör.

## Biografi
Lindqvist var dotter till en skomakare, men omhändertogs av en välgörenhetsförening sedan hon vid två års ålder blivit föräldralös. Hon blev först antagen som elev vid Kungliga Baletten på egen begäran, men överflyttades till aktörsskolan.
Hon utbildades vid Kungliga Teatern 1867–1870 och var engagerad där 1870–1876. Hon var främst uppskattad i så kallade ingenue-roller. Hon var en tid mycket populär, men efter en studieresa till Paris 1872 försökte hon byta fack till tragediroller, något som inte ansågs lyckat. Hon framträdde på scen för sista gången, tillfälligt, 1886.
Hon gifte sig 1875 med lotsfördelningschef Bror Carl Vilhelm Wennerström, och avslutade året därpå sin karriär. Paret skilde sig före 1890. Hon avled efter en lång tids sjukdom.

## Teater

### Roller
| År   | Roll                                                   | Produktion                              | Regi | Teater                      |
| 1875 | Miss Diana                                             | Diana Théodore Barrière                 |      | Kungliga Dramatiska Teatern |
| 1876 | Wanda                                                  | Wanda Isidor Lundström                  |      | Kungliga Dramatiska Teatern |
| 1876 | Ebba                                                   | Under toffeln Alrun Leifsson            |      | Kungliga Dramatiska Teatern |
| 1876 | Ett fruntimmer som samlar medel för välgörande ändamål | För välgörande ändamål Eugène Verconsin |      | Kungliga Dramatiska Teatern |
| 1876 | Selma                                                  | Dagtingan Frans Hedberg                 |      | Kungliga Dramatiska Teatern |

- Jolantha i Kung Renés dotter
- Lilly i Majorens döttrar
- Rosita i Rosa och Rosita
- Ottilia i Släktingar
- Louise i De förtryckta
- Adrienne Lecouvreur
- Siri
- Fröken de la Seiglière

## Galleri

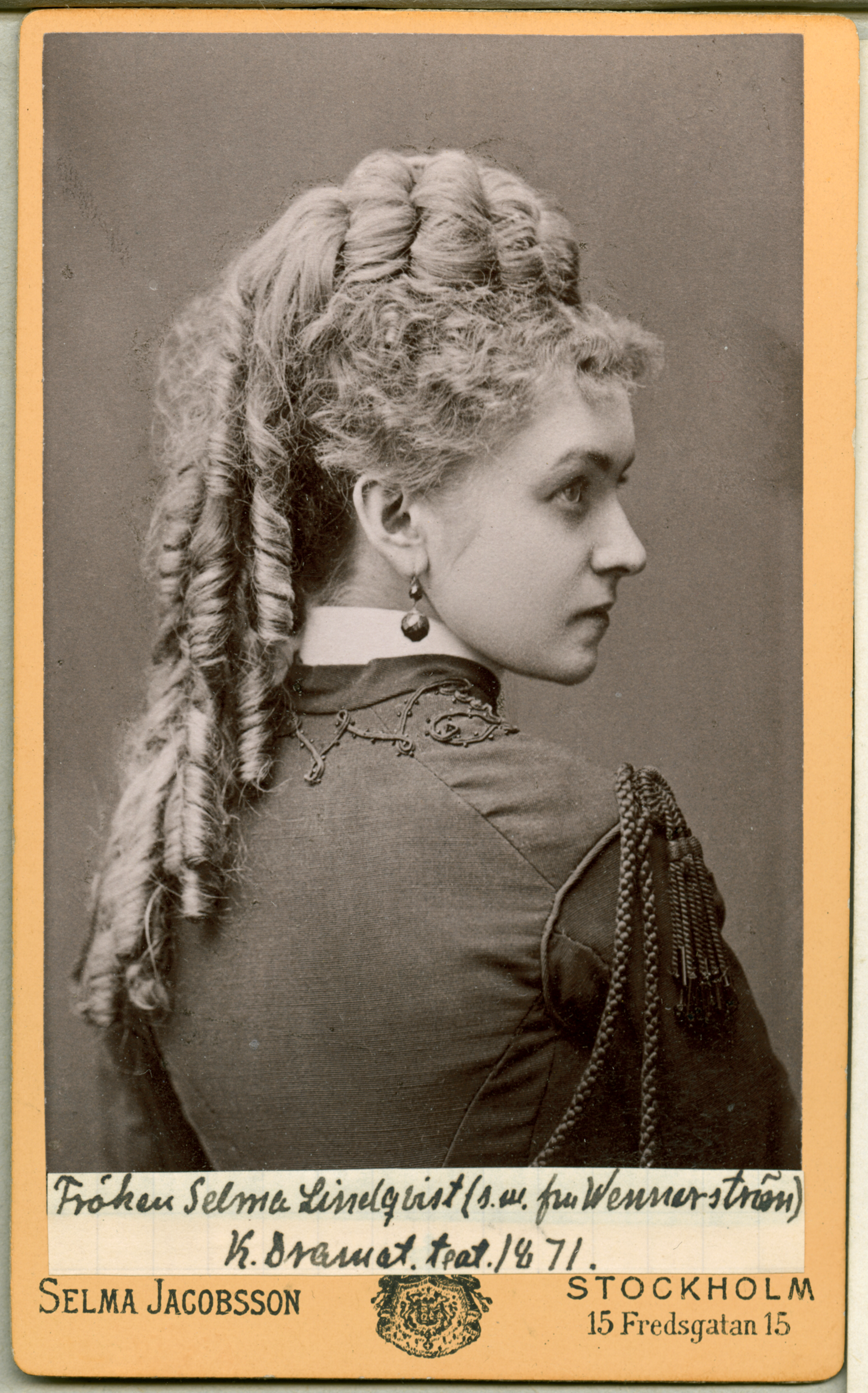
Zelma Lindqvist vid Kungliga Dramatiska teatern 1871.
Min ros i skogen, Dramatiska teatern 1867.
Lindqvist som Anna i Min ros i skogen, Kungliga Dramatiska teatern 1867.

### Fotnoter
1. ↑  Sveriges befolkning
1880:
Lindqvist, Selma Axelina
(1851)
1880-8-101-1038.
2. ↑  Sveriges befolkning
1890:
Wennerström, f. Lindqvist, Selma Axelina
(1851)
244956.
3. ↑  ”Teaterannons”. Dagens Nyheter:  s. 3. 9 december 1875. http://arkivet.dn.se/arkivet/tidning/1875-12-09/3334/3. Läst 31 juli 2015.
4. ↑  ”Teaterannons”. Dagens Nyheter:  s. 3. 16 februari 1876. http://arkivet.dn.se/arkivet/tidning/1876-02-16/3390/3. Läst 10 augusti 2015.
5. ↑  ”Teaterannons”. Dagens Nyheter:  s. 3. 15 mars 1876. http://arkivet.dn.se/arkivet/tidning/1876-03-15/3414/3. Läst 11 augusti 2015.
6. ↑  ”Teaterannons”. Dagens Nyheter:  s. 3. 15 mars 1876. http://arkivet.dn.se/arkivet/tidning/1876-03-15/3414/3. Läst 11 augusti 2015.
7. ↑  ”Teaterannons”. Dagens Nyheter:  s. 3. 2 april 1876. http://arkivet.dn.se/arkivet/tidning/1876-05-02/3452/3. Läst 13 augusti 2015.